# Міссі-ле-П'єррпон
Міссі́-ле-П'єррпо́н (фр. Missy-lès-Pierrepont) — місто-муніципалітет у Франції, у регіоні О-де-Франс, департамент Ена. Населення — 106 осіб (01.01.2021).
Муніципалітет розташований на відстані близько 140 км на північний схід від Парижа, 115 км на схід від Ам'єна, 15 км на північний схід від Лана.
Коротка історія:
Деякі лорди:
1132 Бідан Рено, Господь Міссі, який займав маєток Блігард П'єрепонт.
1180—1184 Ніколя Міссі і його дружина Бріджит.
1222 Вільям і його дружина Міссі Феан
в середині дванадцятого століття Гобер, Ескваєр Міссі.
1259 його син Гобер II Міссі і його дружина Матильда.
1381 Ізабелла, графиня Русі, леді Міссі серед інших.
початку сімнадцятого століття Чарльз, Ескваєр і Господь Міссі і його дружина, Маргарита.
Середній сімнадцятого століття Мерелесарт Джон, син колишнього і зброєносець і його дружина Бланш де Паван.
1660 Іоанн II з Мелересартом, Господь Міссі і Ла Невіль-су-Лан і його дружина, Шарлотта Петре були, як діти-Луїсі і Луїза.
1685 Луї Мелересарт, Ескваєр, пан Міссі. його дружина, Френсіс Елізабет Торнтон. Їхня донька Маргарита-Луїза-Генрієтта принесла Міссі заміж за Луї Y, то зброєносця 1700, він був владикою Себонкур.
1725 Сесар Луїс Y, Esquire, син попереднього, Господь Міссі і його дружина, Луїза-Елізабет Льовент.
Останній Міссі маркіз де Роджер Шампігнель, який емігрував в 1790 році.

## Демографія
Динаміка населення (INSEE ):
Розподіл населення за віком та статтю (2006):
| Стать | Всього | До 15 років | 15-24 | 25-44 | 45-64 | 65-85 | Понад 85 |
| --- | ------ | ----------- | ----- | ----- | ----- | ----- | -------- |
| Чоловіки | 76     | 36          | 4     | 16    | 8     | 12    | 0        |
| Жінки | 40     | 4           | 8     | 16    | 8     | 4     | 0        |
| \| Статево-вікова піраміда \| Статево-вікова піраміда \| Статево-вікова піраміда \| \| ----------------------- \| ----------------------- \| ----------------------- \| \| Чоловіки \| Вік \| Жінки \| \| 0 \| 85 + \| 0 \| \| 0 \| 80-84 \| 0 \| \| 4 \| 75-79 \| 0 \| \| 0 \| 70-74 \| 4 \| \| 8 \| 65-69 \| 0 \| \| 0 \| 60-64 \| 0 \| \| 0 \| 55-59 \| 4 \| \| 8 \| 50-54 \| 0 \| \| 0 \| 45-49 \| 4 \| \| 4 \| 40-44 \| 4 \| \| 12 \| 35-39 \| 8 \| \| 0 \| 30-34 \| 4 \| \| 0 \| 25-29 \| 0 \| \| 4 \| 20-24 \| 0 \| \| 0 \| 15-20 \| 8 \| \| 12 \| 10-14 \| 0 \| \| 12 \| 5-9 \| 4 \| \| 12 \| 0-4 \| 0 \| |        |             |       |       |       |       |          |
| Статево-вікова піраміда |        |             |       |       |       |       |          |
| Чоловіки | Вік    | Жінки       |       |       |       |       |          |
| 0 | 85 +   | 0           |       |       |       |       |          |
| 0 | 80-84  | 0           |       |       |       |       |          |
| 4 | 75-79  | 0           |       |       |       |       |          |
| 0 | 70-74  | 4           |       |       |       |       |          |
| 8 | 65-69  | 0           |       |       |       |       |          |
| 0 | 60-64  | 0           |       |       |       |       |          |
| 0 | 55-59  | 4           |       |       |       |       |          |
| 8 | 50-54  | 0           |       |       |       |       |          |
| 0 | 45-49  | 4           |       |       |       |       |          |
| 4 | 40-44  | 4           |       |       |       |       |          |
| 12 | 35-39  | 8           |       |       |       |       |          |
| 0 | 30-34  | 4           |       |       |       |       |          |
| 0 | 25-29  | 0           |       |       |       |       |          |
| 4 | 20-24  | 0           |       |       |       |       |          |
| 0 | 15-20  | 8           |       |       |       |       |          |
| 12 | 10-14  | 0           |       |       |       |       |          |
| 12 | 5-9    | 4           |       |       |       |       |          |
| 12 | 0-4    | 0           |       |       |       |       |          |

## Економіка
2010 року серед 65 осіб працездатного віку (15—64 років) 50 були активними, 15 — неактивними (показник активності 76,9%, у 1999 році було 76,5%). З 50 активних мешканців працювало 46 осіб (26 чоловіків та 20 жінок), безробітними було 4 (1 чоловік та 3 жінки). Серед 15 неактивних 9 осіб було учнями чи студентами, 1 — пенсіонерами, 5 були неактивними з інших причин.